# Ernest Agyiri
Ernest Agyiri (nacido el 6 de marzo de 1998) es un futbolista profesional ghanés que juega como extremo izquierdo en el equipo estonio FCI Levadia, cedido por el Randers FC de la Superliga de Dinamarca.

## Carrera
Agyiri obtuvo una beca para la Academia Right to Dream en 2008 y fichó por el Manchester City a principios de 2015. El 31 de agosto de 2016, fue cedido al Vålerenga por el Manchester City.
El 30 de agosto de 2018, fichó cedido por el RU Tubize-Braine belga.
En julio de 2020, fue liberado por el Manchester City tras cinco años en el club.
El 29 de enero de 2021, firmó un contrato de dos años con el club estonio FCI Levadia. Debutó en la Meistriliiga el 13 de marzo de 2021, marcando dos goles en la victoria por 5-0 contra el Vaprus.
El 2 de agosto de 2023, el Randers FC, club de la Superliga de Dinamarca, confirmó que Agyiri se había unido al club con un contrato hasta junio de 2026.
Agyiri no disfrutó de muchos minutos de juego al comienzo de la temporada 2024-25, por lo que fue cedido al Kolding IF de la 1. división el 2 de septiembre de 2024 hasta finales de año. Durante el periodo de cesión, solo jugó tres partidos y regresó al Randers a finales de año.
El 3 de febrero de 2025, se unió a su antiguo club, el FCI Levadia Tallinn de la Meistriliiga estonia, en cesión hasta el final de 2025.
| Equipo                  | Año(s)    | Partidos | Goles |
| ----------------------- | --------- | -------- | ----- |
| Academia Right to Dream | 2008–2014 |          |       |

| Equipo                  | Año(s)             | Partidos | Goles |
| ----------------------- | ------------------ | -------- | ----- |
| Manchester City         | 2015–2020          | 0        | 0     |
| Vålerenga               | 2016–2018 (cesión) | 12       | 0     |
| → Vålerenga             | 2016–2018 (cesión) | 14       | 4     |
| → RU Tubize-Braine      | 2018-2019 (cesión) | 18       | 3     |
| → Enosis Neon Paralimni | 2019-2020 (cesión) | 19       | 3     |
| FCI Levadia             | 2021-2023          | 66       | 20    |
| Randers FC              | 2023-              | 22       | 1     |
| → Kolding IF            | 2024 (cesión)      | 2        | 0     |
| → FCI Levadia           | 2025- (cesión)     | 8        | 2     |

*Partidos y goles actualizados al 30 de abril de 2025
| Categoría | Año(s) | Partidos | Goles |
| --------- | ------ | -------- | ----- |
| Sub-17    | -      | -        | -     |